# Harali
Harali (H˘arali, Arallū, Aralli) a sumer mitológia fél-mitikus, valószínűleg hegyvidéki földje, amely nemcsak az istenek ősi lakhelyét, illetve az alvilágot jelentette, hanem egy valószínűleg létező, aranyban gazdag országot is. Első ismert említése a Kr. e. 26. századból való, és még az asszírok idejében is emlegetik (Kr. e. 7. század), ekkor már elsősorban aranylelőhely neveként.

## Különféle jelentései
A sumer eposzok többször mint az istenek egykori lakhelyét említik; egy Ninurta-himnusz szerint az ősidőkben innen vitte Ninurta isten a baltát, mint fontos civilizációs eszközt, Mezopotámiába; az „Enki és Ninmah” c. eposz szerint pedig „az istenek, hogy csatornát ássanak, Haraliban a földet túrták”. Ugyanakkor a sumer és még inkább az akkád mitológiában Irkalla földjét (az Alvilágot) is így nevezték. A név többször előkerül a Dumuzival foglalkozó mítoszokban is, ezekben általában a Halál Földjét, az alvilágot jelenti.
Ugyanakkor az Enki és Ninhurszag néven számon tartott eposz egyik példányának (változatának) egy betoldása, az ún. Tilmun-himnusz (ez himnikus formában sorolja föl azokat az árucikkeket, amelyeket Mezopotámia és keleti szomszédai (mint Tukriš) a délkeletre fekvő Tilmunba (ma: Bahrein) szállítottak), számunkra is valósnak tekinthető földrajzi névként írja le, mondván: „Tukriš országa Harali aranyát, […] lazúrkövet szállítson neked”. Egy szójegyzék, amely a Mezopotámiában elterjedt idegen árucikkeket próbálja összegyűjteni, Aralit „az arany országaként” (vagy hegyeként) említi. Egy nagyon ősi sumer szójegyzék különböző gabonafajták között a „hegyi gabonát” (še-kur) követően az „arali-gabonát” (še-a-ra-li) sorolja fel. Más források szerint Aralli „tengeri fát” is exportált.